# Asilus cinereus
Asilus cinereus là một loài ruồi trong họ Asilidae. Asilus cinereus được Scopoli miêu tả năm 1763. Loài này phân bố ở vùng Cổ Bắc giới.